# Diagramas ofitas

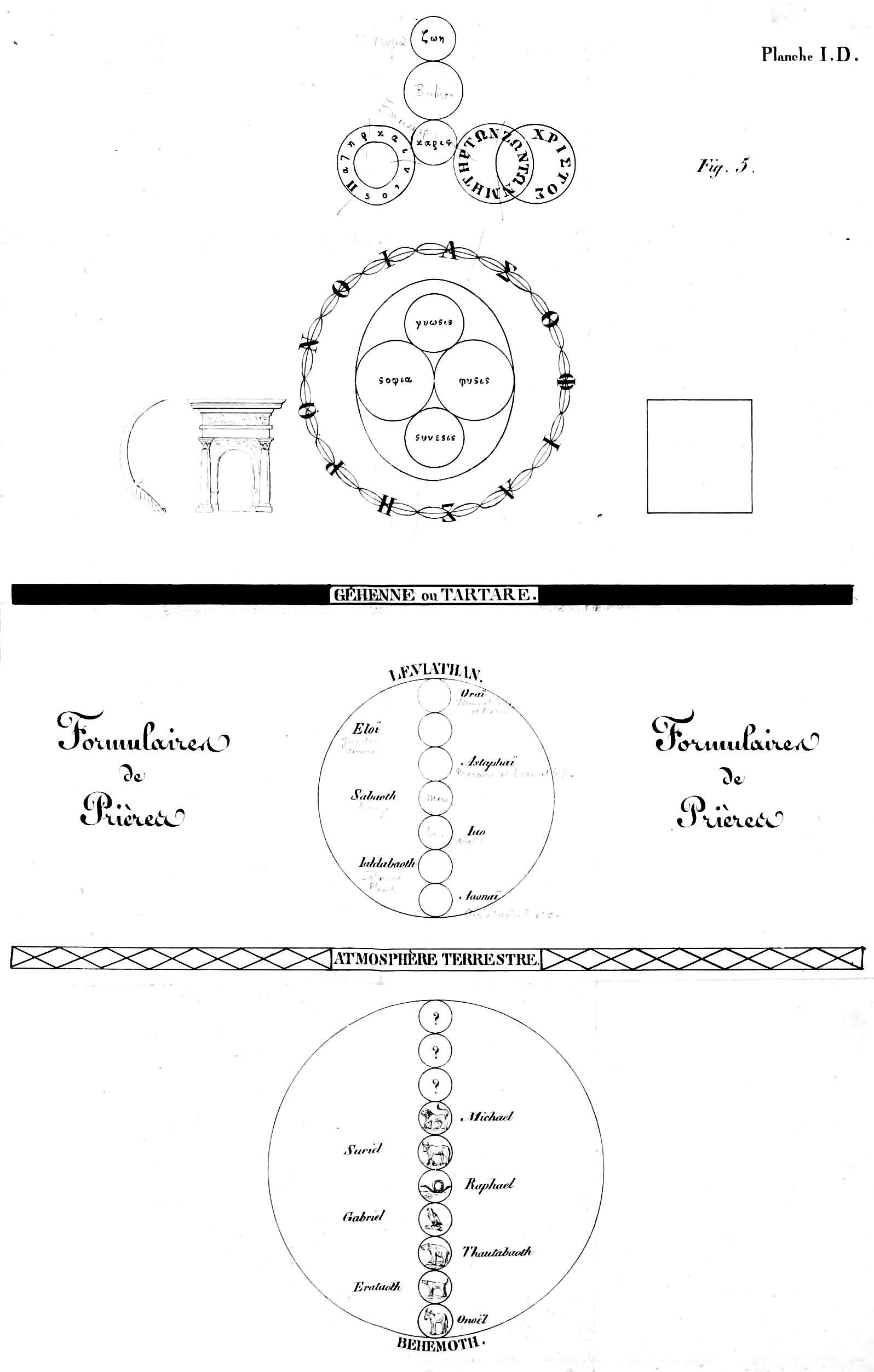
Reconstrução de Histoire critique du Gnosticisme; Jacques Matter, 1826, Vol. III, Lâmina I, D

Os Diagramas ofitas são diagramas rituais e esotéricos usados pela seita gnóstica ofita, que reverenciavam a serpente do Jardim do Éden como um símbolo de sabedoria, que o maligno demiurgo tentou esconder de Adão e Eva.

## Orígenes e Celso
Celso e seu oponente Orígenes (Contra Celso)) ambos descreveram os diagramas, embora não do mesmo jeito. Celso descreveu-os como dez círculos separados, circunscritos por um círculo, a alma do mundo, Leviatã, dividido por grossa linha negra, Tartarus, junto com um quadrado, com palavras ditas no portão do Paraíso. Além disso, segundo Celso, os ofitas adicionam citações de profetas e círculos sobre os círculos, com algumas coisas escritas dentro dos dois grandes círculos cosmológicos representando Deus-Pai e Deus-Filho.
Orígenes mantém dois círculos concêntricos, com uma inscrição passando pelo diâmetro de ambos com as palavras ΠΑΤΗΡ ("Pai") and ΥΙΟC ("Filho"); um círculo menor flutua sobre o maior, com a palavra ΑΓΑΠΗ ("amor"). Uma parede divide o reino da luz do reino do "meio". Dois outros círculos concêntricos, um claro e outro escuro, representando a luz e a sombra. Ainda acima deste círculo duplo está um outro com a inscrição ΖΩΗ ("vida") e este engloba dois outros círculos que se intersectam e formam um romboide. Na intersecção estão as palavras ΣΟΦΙΑC ΦΥCΙC ("a natureza da sabedoria"), acima ΓΝΩCΙC ("conhecimento") e abaixo ΣΟΦΙΑ ("sabedoria"); no romboide estava ΣΟΦΙΑC ΠΡΟΝΟΙΑ ("a origem da sabedoria"). Existiam, ao todo, sete círculos com os nomes de sete Arcontes:
- Miguel, na forma de um leão.
- Suriel, de um touro.
- Rafael, de um dragão.
- Gabriel, de uma águia.
- Yalda bahut, de uma cabeça de urso.
- Erathaol, de uma cabeça de cachorro.
- Onoel, de uma cabeça de jumento.

## Interpretação
Os arcontes são talvez idênticos com as sete gerações de Yaldabaoth. Eles significam o mundo corpóreo, que segue o reino do meio e com o qual o domínio de Sophia faz fronteira. O Sephirot da Kabbalah judaica pode também ser ligada de alguma forma a este diagrama. Mas a serpente como símbolo também é encontrada relacionada com religiões de mistérios do Egito, Grécia, Fenícia, Síria e mesmo Babilônia e Índia.